# Quasar (grup)
Quasar este un grup de companii din România, deținut de omul de afaceri Horia Daniel Faur.
Grupul Quasar cuprinde companiile Ulpia, Nera Shopping Center, Jiul Shopping Center, Primavera Turism, Discount, Comfruct cu activități în închirierea spațiilor comerciale, producătorul de tâmplărie din PVC Quasar Industries, producătorul de betoane Tino Beton, Acomin SA cu domeniu de activitate construcțiile civile și industriale, Primavera Residence (dezvoltare și vânzare de apartamente).
Acționarii Quasar dețin și compania Ape Minerale Boholt din Deva care produce apă minerală marca Aqua Sara.
În anul 2007 acționarii Quasar au achiziționat izvoarele Boholt de la stat și au realizat o investiție de 5 milioane de euro în construcția unei fabrici de apă minerală carbogazoasă în localitatea Boholt, pe platforma vechii fabrici de apă minerală.